# Lavatbura-lamusong
Le lavatbura-lamusong (ou lamasong) est une des langues de Nouvelle-Irlande, parlée par 1 310 locuteurs dans le centre de la province de Nouvelle-Irlande. Il comporte les dialectes suivants : Ugana, Kontu, Lavatbura, Lamusong (Lamasong).